# Lake Wales
Lake Wales ist eine Stadt im Polk County im US-Bundesstaat Florida.
Das U.S. Census Bureau hat bei der Volkszählung 2020 eine Einwohnerzahl von 16.361 ermittelt.

## Geographie
Lake Wales liegt rund 20 Kilometer östlich von Bartow sowie etwa 70 Kilometer südlich von Orlando.

## Demographische Daten
Laut der Volkszählung 2010 verteilten sich die damaligen 14.225 Einwohner auf 6.715 Haushalte. Die Bevölkerungsdichte lag bei 411,1 Einw./km². 65,0 % der Bevölkerung bezeichneten sich als Weiße, 27,5 % als Afroamerikaner, 0,5 % als Indianer und 0,8 % als Asian Americans. 4,0 % gaben die Angehörigkeit zu einer anderen Ethnie und 2,2 % zu mehreren Ethnien an. 15,6 % der Bevölkerung bestand aus Hispanics oder Latinos.
Im Jahr 2010 lebten in 28,1 % aller Haushalte Kinder unter 18 Jahren sowie 38,7 % aller Haushalte Personen mit mindestens 65 Jahren. 65,3 % der Haushalte waren Familienhaushalte (bestehend aus verheirateten Paaren mit oder ohne Nachkommen bzw. einem Elternteil mit Nachkomme). Die durchschnittliche Größe eines Haushalts lag bei 2,40 Personen und die durchschnittliche Familiengröße bei 2,92 Personen.
26,5 % der Bevölkerung waren jünger als 20 Jahre, 21,6 % waren 20 bis 39 Jahre alt, 21,5 % waren 40 bis 59 Jahre alt und 30,3 % waren mindestens 60 Jahre alt. Das mittlere Alter betrug 42 Jahre. 47,4 % der Bevölkerung waren männlich und 52,6 % weiblich.
Das durchschnittliche Jahreseinkommen lag bei 36.285 $, dabei lebten 26,5 % der Bevölkerung unter der Armutsgrenze.
Im Jahr 2000 war englisch die Muttersprache von 90,14 % der Bevölkerung und spanisch sprachen 9,86 %.

## Sehenswürdigkeiten
Folgende Objekte sind im National Register of Historic Places gelistet:
| - Atlantic Coast Line Railroad Depot - Bok Mountain Lake Sanctuary and Singing Tower - B. K. Bullard House - Casa De Josefina - Chalet Suzanne - Church of the Holy Spirit - Dixie Walesbilt Hotel - El Retiro - First Baptist Church - C. L. Johnson House | - Lake of the Hills Community Club - Lake Wales City Hall - Lake Wales Commercial Historic District - Lake Wales Historic Residential District - Mountain Lake Colony House - Mountain Lake Estates Historic District - North Avenue Historic District - Roosevelt School - G. V. Tillman House |

## Verkehr
Lake Wales wird vom U.S. Highway 27 (Florida State Road 25) sowie von den Florida State Roads 17 und 60 durchquert.
Der nächste Flughafen ist der Orlando International Airport (rund 85 Kilometer nordöstlich).

## Kriminalität
Die Kriminalitätsrate lag im Jahr 2010 mit 353 Punkten (US-Durchschnitt: 266 Punkte) im durchschnittlichen Bereich. Es gab 15 Raubüberfälle, 37 Körperverletzungen, 161 Einbrüche, 684 Diebstähle und 16 Autodiebstähle.

## Söhne und Töchter der Stadt
- Robbie Tobeck (* 1970), American-Football-Spieler
- Vin Baker (* 1971), Basketballspieler
- Amar'e Stoudemire (* 1982), israelisch-US-amerikanischer Basketballspieler
- Dominique Jones (* 1988), Basketballspieler
- Octavious Freeman (* 1992), Leichtathletin
- Rolan Milligan (* 1994), American-Football-Spieler